# Gaiata (monument)

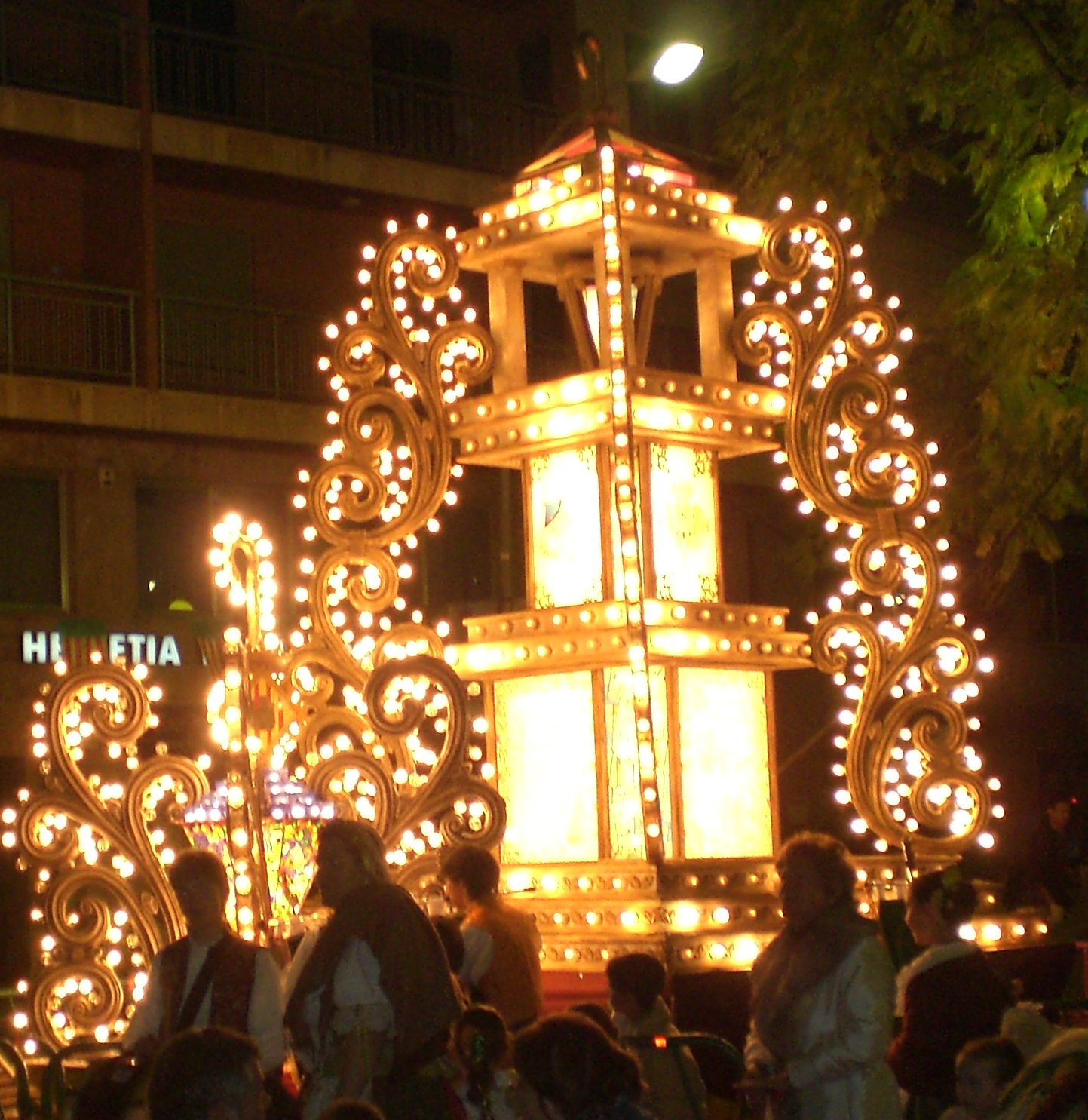
Una gaiata a Castelló

La gaiata és un monument il·luminat que es planta als carrers de Castelló de la Plana durant les festes de la Magdalena. Prové de la tradició que els pobladors de la ciutat baixaren de les muntanyes amb l'ajuda d'unes torxes anomenades «gaiates». El 2025, es va celebrar a Castelló la primera desfilada de gaiates després que la processó de les Gaiates fos incorporada a la declaració de Bé d'Interès Cultural de la Romeria de les Canyes.